# Fokusgruppe
Unter einer Fokusgruppe (aus dem Englischen: focus group; manchmal auch in-depth group interview) versteht man eine Form der Gruppendiskussion, die zum Beispiel in der qualitativen Sozialforschung sowie in der Marktforschung eingesetzt wird. Es handelt sich um eine moderierte Diskussion mehrerer Teilnehmer, welche sich meist an einem Leitfaden orientiert. Aufgrund des Leitfadens mit offenen Fragen spricht man auch von einem teilstandardisierten Interview. Daher ist auch von Fokusgruppen-Interviews die Rede. Die Methode basiert auf den Prinzipien Kommunikation, Offenheit, Vertrautheit und Fremdheit sowie Reflexivität. Ihr Einsatz ist besonders in frühen Entwicklungsstadien von Studien sinnvoll, in denen Ideen entwickelt, Konzepte erstellt und Anforderungen erfragt werden sollen.

## Geschichte
Als Erfinder der Fokusgruppen gilt der US-amerikanische Soziologe Robert K. Merton, der diese Methode zuerst im Kontext von Untersuchungen der Moral amerikanischer Militärs während des Zweiten Weltkriegs anwandte. Bereits 1941 wandte Merton die Methode an, um Reaktionen von Zuhörern einer Radiosendung zu untersuchen. Merton publizierte seine Ideen (gemeinsam mit Patricia L. Kendall) zunächst 1946 in dem Artikel The focused interview im American Journal of Sociology. 1956 erschien sein als klassisch geltendes Buch The Focused Interview.
Die Entwicklung des Fokusgruppen-Konzepts wird im Kontext der Versuche einiger Sozialwissenschaftler gesehen, seit den 1930er Jahren alternative Konzepte zu finden, um mit Schwächen üblicher Interview-Methoden umzugehen. Dennoch fanden Fokusgruppen zunächst vor allem im Bereich der Marktforschung Anwendung, während die Wissenschaft zunächst skeptisch blieb. Sozialwissenschaftler fingen erst in den 1980er Jahren an, diese Methode anzuwenden.

## Qualitative Sozialforschung
In der qualitativen Sozialforschung soll das Prinzip der Offenheit eingehalten werden, um das, was im Forschungsverlauf zum Vorschein kommt, nicht zu verfälschen. Annahmen im Voraus können die Sicht des Forschenden einschränken und in eine bestimmte, von ihm persönlich gewohnte Richtung drängen. Das Offenheitsprinzip soll neue und ggf. sogar überraschende Erkenntnisse ermöglichen. Qualitative Forschung geht davon aus, dass eine Differenz zwischen dem Sinn besteht, den Forschende einbringen, und dem Sinn, den Befragte verleihen.

## Ziel
Ziel dieser Forschungsmethode ist es, das Relevanzsystem der Teilnehmer in Erfahrung zu bringen. Die Sichtweise der Teilnehmer eines Fokusgruppen-Interviews steht im Vordergrund. Sie sollen ihre eigenen Wertigkeiten setzen und innerhalb des groben Fragenrahmens das zur Sprache bringen, was ihnen wichtig ist. Die gegenüber Einzelinterviews natürlichere Atmosphäre soll zu einer lockeren Stimmung und damit zu Redseligkeit und Offenheit der Teilnehmer führen. Um das gewonnene Material auswerten zu können, empfiehlt sich die Audioaufnahme des Fokusgruppen-Interviews.

## Teilnehmer
Fokusgruppen-Interviews sammeln qualitative Daten aus einem fokussierten Gespräch einer homogenen Gruppe. Gleichzeitig ist aber auch eine gewisse Variation unter den Teilnehmern notwendig, um gegensätzliche Meinungen zu ermöglichen.
Die Gruppeninteraktion und die Gruppendynamik können dazu führen, dass tiefergehende Informationen hervorgerufen werden, wenn Gruppenmitglieder Antworten anderer hören.
Für Fokusgruppen-Interviews für nicht-kommerzielle Zwecke werden fünf bis acht Teilnehmer empfohlen. Es findet sich aber auch die Empfehlung, sogar sechs bis zwölf Teilnehmer einzuladen.

## Vor- und Nachteile der Methode
Bevor mit der Forschung begonnen wird, muss gründlich überlegt werden, welche Methode dem Forschungsziel dienlich ist und zum Einsatz kommen soll.

### Vorteile
- Inspiration zu weiteren, ausführlicheren, tiefergehenden Aussagen
- Einbeziehung von stilleren Teilnehmern
- Transparenz der Gedanken- und Erlebenswelt der Interviewpartner[3]
- auch „unfertige“ Produkte und Vorlagen, zum Beispiel Zeichnungen, können getestet werden
- Gewinnung neuer Informationen
- Entwicklung von Hypothesen über Motive der Teilnehmer

### Nachteile
- mögliche Dominanz einzelner Teilnehmer
- Unübersichtlichkeit bei zu vielen Teilnehmern, Schwierigkeit der koordinierten Moderation
- aufgrund der qualitativen Methode und der kleinen Fallzahl nicht repräsentativ
- sehr aufwendige Auswertung des Materials